# 弗努特里什尼比爾
52°12′9″N 33°7′35″E / 52.20250°N 33.12639°E
弗努特里什尼比爾（烏克蘭語：Внутрішній Бір），是烏克蘭的村落，位於該國北部切爾尼戈夫州，由諾夫哥羅德-謝韋爾斯基區負責管轄，始建於1700年，面積0.42平方公里，海拔高度180米，2001年人口56，人口密度每平方公里133.33人。